# Paul Faßnacht

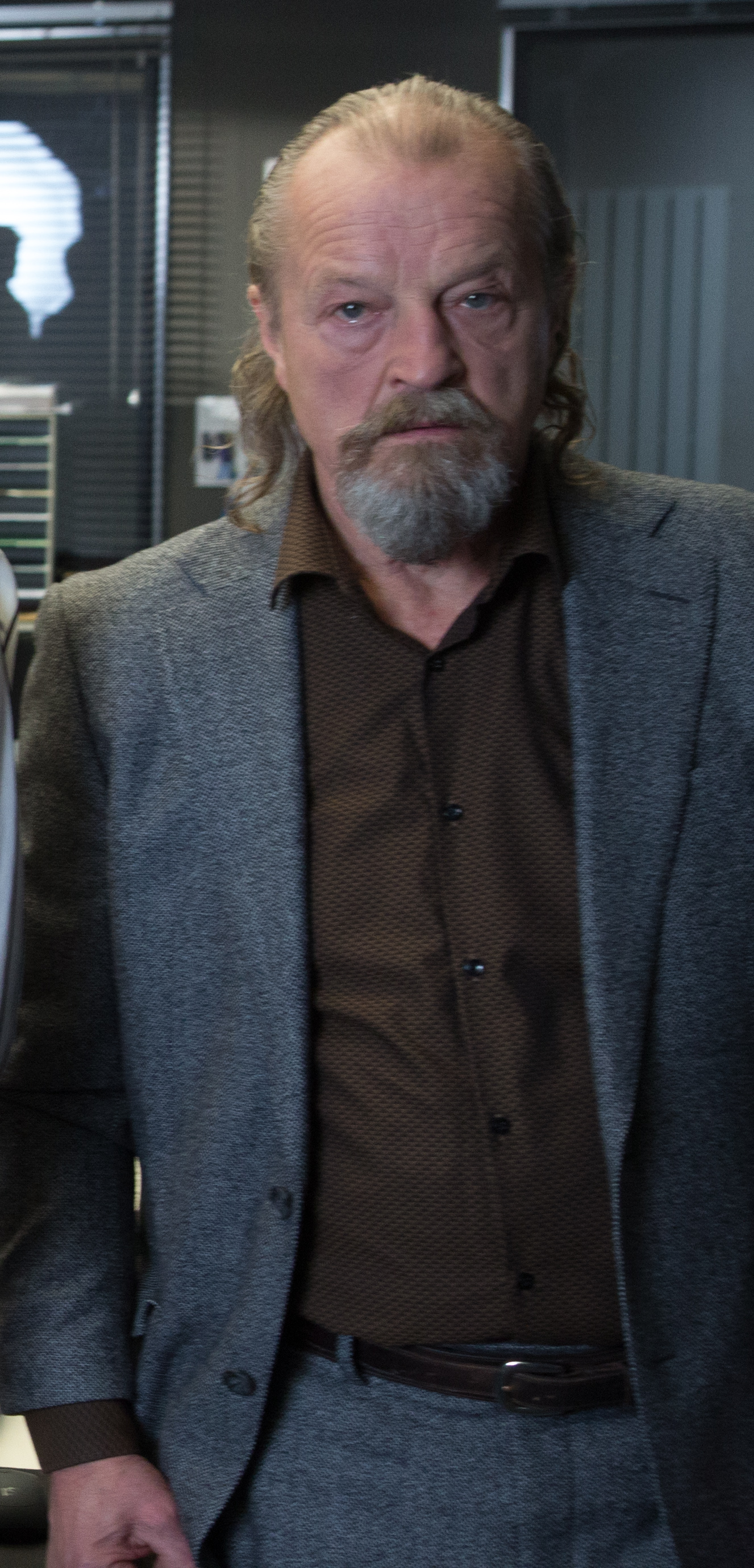
Paul Faßnacht (2017)

Paul Faßnacht (* 7. Januar 1949 in Tübingen) ist ein deutscher Schauspieler.

## Leben und Wirken
Paul Faßnacht hatte privaten Schauspielunterricht bei Helfried Foron, Siegfried Bühr und Wolfram Kunkel. Außerdem besuchte er Workshops bei Walter Lott und Dominique de Fazio (Method Acting nach Lee Strasberg). Theaterengagements führten ihn u. a. nach Düsseldorf, Köln, Tübingen und Freiburg im Breisgau.
Seit 1982 ist Paul Faßnacht umfangreich für Film und Fernsehen tätig. Unter anderem arbeitete er mit Dominik Graf (Die Sieger) und Leander Haußmann (Sonnenallee). Faßnacht ist vor allem für das Fernsehen tätig, so u. a. im Tatort in den Folgen Willkommen in Köln, Bienzle und die blinde Wut, Tod vor Scharhörn, Schrott und Totschlag und Schatten. Hinzu kommen viele Auftritte in Serien, wie z. B.: OP ruft Dr. Bruckner, Alarm für Cobra 11 – Die Autobahnpolizei, Balko, SK Kölsch, Doppelter Einsatz und Der letzte Bulle.
Im Film verkörpert Paul Faßnacht vorwiegend kriminelle Firmenchefs, zwielichtige Gestalten, bärbeißige Vorgesetzte usw., jedoch auch weitere Rollen.
Paul Faßnacht lebt in Köln-Nippes.

## Filmografie (Auswahl)
- 1983: Tatort: Mord ist kein Geschäft (Fernsehreihe)
- 1984: Tatort: Verdeckte Ermittlung
- 1986: Lenz oder die Freiheit (Fernsehvierteiler)
- 1991/1994: Lindenstraße – (zwei Einsätze in Nebenrollen)
- 1991: Tatort: Bis zum Hals im Dreck
- 1991: Manta – Der Film (Kino)
- 1991: Manta Manta (Kino)
- 1994: Die Sieger (Kino)
- 1997: Das ewige Lied
- 1997: Tatort: Willkommen in Köln
- 1999: Tatort: Bienzle und die blinde Wut
- 1999: Polizeiruf 110: Mörderkind (Fernsehreihe)
- 1999: Sonnenallee (Kino)
- 2000: Tatort: Die Frau im Zug
- 2000: Rote Glut
- 2001: Tatort: Tod vor Scharhörn
- 2002: SK Kölsch (Fernsehserie, Folge: Turteltäubchen)
- 2002: Tatort: Schatten
- 2002: Tatort: Schrott und Totschlag
- 2002: Die Rosenheim-Cops (Fernsehserie, Folge: Schweigegeld)
- 2002: Polizeiruf 110: Wandas letzter Gang
- 2002: Aus lauter Liebe zu Dir
- 2003: Tatort: Bienzle und der Tod im Teig
- 2003: Ein Engel und Paul (Kino)
- 2004: Einmal Bulle, immer Bulle (Fernsehserie, Folge Die Stimme des Mörders)
- 2004: Der Alte – Episode 296: Ein mörderisches Geheimnis
- 2004: Der Alte – Episode 302: Blutsbande
- 2006: Tatort: Das zweite Gesicht
- 2006: Ein Toter führt Regie
- 2006: Das Leben der Anderen (Kino)
- 2007: Manatu – Nur die Wahrheit rettet Dich
- 2007: Der Bulle von Tölz: Schonzeit (Fernsehreihe)
- 2007: Der Alte – Folge 322: Jakob
- 2007: Einsatz in Hamburg – Die letzte Prüfung
- 2008: Bis dass der Tod uns scheidet
- 2008: Der Seewolf
- 2008: Zwei Herzen und ein Edelweiß
- 2009: Polizeiruf 110: Alles Lüge
- 2009: Tatort: Höllenfahrt
- 2009: Lutter: Mordshunger
- 2009: Polizeiruf 110: Klick gemacht
- 2010: 380.000 Volt – Der große Stromausfall
- 2010: Der letzte Angestellte
- 2010: Der letzte Bulle (Fernsehserie, Folge: Das Runde muss ins Eckige)
- 2010: Polizeiruf 110: Zapfenstreich
- 2010: Unter dir die Stadt
- 2011: Die Schäferin
- 2011: Notruf Hafenkante (Fernsehserie, Folge: Verzaubert)
- 2011: Danni Lowinski (Fernsehserie, Folge: Waisenkind)
- 2012: Lösegeld
- 2012: Mord mit Aussicht (Fernsehserie, Folge: Tod am 18. Loch)
- 2012: Pommes essen (Kino)
- 2012–2015: Die LottoKönige (Fernsehserie, 10 Folgen)
- 2013: Der Bulle und das Landei (Fernsehserie, Folge: Ich sehe was, was du nicht siehst und das ist … tot)
- 2013: Der letzte Bulle (Fernsehserie, Folge: Wer zu Hoch fliegt)
- 2013: In aller Freundschaft (Fernsehserie, Folge: Anfechtungen)
- 2013: Die Pastorin
- 2013: SOKO Stuttgart (Fernsehserie, Folge: Mann ohne Gesicht)
- 2014: Der letzte Bulle (Fernsehserie, mehrere Folgen als Erwin Brisgau)
- 2014: Ein Geschenk der Götter
- 2014: Heiter bis tödlich: Morden im Norden (Fernsehserie, Folge: Sprengstoff)
- 2014: Stereo
- 2014: Alleine war gestern
- 2014: Be my Baby (Kino)
- 2014: Die Fischerin
- 2014: Götz von Berlichingen
- 2015: Die Bergretter (Fernsehserie, Folge: Kein Weg zurück)
- 2015: Großstadtrevier (Fernsehserie, Folge: Schwarze Löcher)
- 2015: Heldt (Fernsehserie, Folge: Bis zum letzten Tropfen)
- 2015, 2019, 2024: SOKO Stuttgart (Fernsehserie, Folgen: Frauenbier, Kaffeefahrt, "Kaiser im Visier")
- 2015: Unter Gaunern (Fernsehserie, Folge: Von Fälschern & Chinesen)
- 2015: Freundinnen – Alle für eine
- 2015: Zorn – Wo kein Licht (Fernsehreihe)
- 2016: Die Spezialisten – Im Namen der Opfer (Fernsehserie, Folge 1: Der verlorene Sohn)
- 2016: Das Programm
- 2017: Notruf Hafenkante (Fernsehserie, Folge: Versager)
- 2017–2018: Professor T. (Fernsehserie, 8 Folgen)
- 2018: In aller Freundschaft (Fernsehserie, Folge 820: Hoffnungsvoll)
- 2018: Unser Kind
- 2018: Verpiss dich, Schneewittchen! (Kino)
- 2019: SOKO Köln (Fernsehserie, Folge: Schuld)
- 2019: So weit das Meer
- 2019: Villa Eva (Kino)
- 2019: Donna Leon – Stille Wasser (Fernsehreihe)
- 2019: Wir wären andere Menschen
- 2020: Tatort: Es lebe der König
- 2021: Das Weiße Haus am Rhein
- 2022: Old People
- 2023: Tatort: Vergebung
- 2025: SOKO Potsdam: Unkraut (Fernsehserie)
- 2025: Tschappel (Fernsehserie)

## Hörspiele
- 2010: Michael Stegemann: Dachbodenfund – Regie: Christoph Pragua (Kriminalhörspiel, WDR)
- 2014: Eva Karnofsky: Opferfläche – Regie: Thomas Werner (Kriminalhörspiel, WDR)[1]